# Pizzoli
Pizzoli település Olaszországban, Abruzzo régióban, L’Aquila megyében.
Az Amiternina hegyi közösség része, és egy része a Gran Sasso - Monti della Laga Nemzeti Park területére esik, a nemzeti park nyugati részének egyik kapuját képezi.
Pizzoli Capitignano, L’Aquila, Montereale és Barete községekkel határos. Lakosainak száma 4270 fő (2023. január 1.).

## Népessége
A település lakossága az elmúlt években az alábbi módon változott:
| Lakosok száma | 3335 | 4611 | 4270 |
|               | 2005 | 2018 | 2023 |